# Massacre de Hillabee
Guerre Creek
Batailles
Guerre Creek :
- Burnt Corn
- Fort Mims
- Bashi Skirmish (en)
- Tallushatchee
- Talladega
- Canoe Fight (en)
- Autossee
- Holy Ground
- Calebee Creek
- Emuckfaw et Enotachopo Creek (en)
- Horseshoe Bend

Le massacre de Hillabee est un événement de la guerre Creek qui eut lieu le 18 novembre 1813 dans l'actuel comté de Cherokee en Alabama.
Après ses victoires à Talluashatchee et Talladega au début du mois de novembre, le major général Andrew Jackson demande au major-général John Hartwell Cocke (en) de se joindre à lui pour envahir les villages des Red Sticks — faction de Creeks hostiles aux États-Unis — situés le long de la rivière Tallapoosa. Découragés par leurs précédentes défaites, les principaux chefs creeks des villages de Hillabee offrent leur reddition à Jackson qui accepte et transmet l'information à Cocke.
Le 18 novembre cependant, Cocke envoie une force composée de cavaliers et de Cherokees attaquer les villages. Pris par surprise, les Creeks offrent peu de résistance tandis que les Américains détruisent leurs villages, tuant 64 guerriers et faisant plus de 200 prisonniers, femmes et enfants.